# 楊國璋 (醫生)
楊國璋，CMG（1903年4月1日—2004年5月24日）公共衛生與傳染病專家，香港首位華人醫務總監。

## 生平
1903年，生於英屬馬來亞。1926年畢業於香港大學醫學院，獲內外全科醫學士學位。其後赴英進修，獲倫敦衛生與熱帶醫學院熱帶醫學文憑、劍橋大學公共衛生學文憑。1931年，獲香港大學醫學博士。1933年，楊國璋與香港富商何東之女兒何孝姿結婚。香港淪陷時被日軍扣押，被迫在日本人的監視下工作。戰後歷任衛生副監督、市政局副主席、醫務衛生副監督。1952年任醫務衛生總監。此外還擔任立法局官守議員、醫療輔助隊首任總監、香港紅十字會主席、香港防癆會主席等公職。
楊國璋任內協助九龍伊利沙伯醫院的興建計劃，為香港引入預防結核病的卡介苗接種計劃、興建喜靈洲痲瘋病院（今喜靈洲戒毒所）等等。1956年元旦授勳時獲頒授CMG勳銜。1957年6月，東華三院為表揚楊國璋對東華醫療工作的貢獻，將東華醫院的新翼命名為「楊國璋樓」。1957年7月，退休離港，移居英國。